# 西アフリカ時間
| 黒 | UTC-1: | （CVT）- カーボベルデ時間    |                            |
| 緑 | UTC+0: | （WET）- 西ヨーロッパ時間    | （GMT）- グリニッジ標準時  |
| 青 | UTC+1: | （CET）- 中央ヨーロッパ時間  | （WAT）- 西アフリカ時間    |
| 青 | UTC+1: | （WEST）- 西ヨーロッパ夏時間 |                            |
| 赤 | UTC+2: | （CAT）- 中央アフリカ時間    | （EET）- 東ヨーロッパ時間  |
| 赤 | UTC+2: | （SAST）- 南アフリカ標準時   | （WAST）- 西アフリカ夏時間 |
| 黄 | UTC+3: | （EEST）- 東ヨーロッパ夏時間 | （EAT）- 東アフリカ時間    |
| 灰 | UTC+4: | （MUT）- モーリシャス時間    | （SCT）- セーシェル時間    |

西アフリカ時間（にしアフリカじかん、West Africa Time - WAT）は、協定世界時 (UTC) を1時間進ませた標準時 (UTC+1) で、中央ヨーロッパ時間と同じ時間帯にあたる。西アフリカ時間はアフリカ大陸の西部および中西部で使用されている。
この時間帯を採用しているほとんどの国が赤道付近の地域なので、年間を通じて日の長さの大きな変化はない。したがって、夏時間は採用していない。
1994年からナミビアでは夏の数ヶ月間（9月から4月まで）は西アフリカ夏時間 (West Africa Summer Time - WAST, UTC+2) を適用していたが、2017年に廃止され、中央アフリカ時間 (UTC+2) の通年使用に移行した。このため、2017年以降、西アフリカ夏時間を採用している国はない。
西アフリカ時間は次の国々によって使用されている。
- アルジェリア
- アンゴラ
- ベナン
- チャド
- カメルーン
- 中央アフリカ
- コンゴ民主共和国（西部） - コンゴ民主共和国時間
- 赤道ギニア
- ガボン
- モロッコ
- ニジェール
- ナイジェリア
- コンゴ共和国
- チュニジア